# Union (Kentucky)
Union es una ciudad ubicada en el condado de Boone en el estado estadounidense de Kentucky. En el Censo de 2010 tenía una población de 5379 habitantes y una densidad poblacional de 623,86 personas por km².

## Geografía
Union se encuentra ubicada en las coordenadas 38°56′50″N 84°40′24″O / 38.94722, -84.67333. Según la Oficina del Censo de los Estados Unidos, Union tiene una superficie total de 8.62 km², de la cual 8.62 km² corresponden a tierra firme y (0%) 0 km² es agua.

## Demografía
Según el censo de 2010, había 5379 personas residiendo en Union. La densidad de población era de 623,86 hab./km². De los 5379 habitantes, Union estaba compuesto por el 91.28% blancos, el 1.17% eran afroamericanos, el 0.04% eran amerindios, el 5.74% eran asiáticos, el 0.02% eran isleños del Pacífico, el 0.04% eran de otras razas y el 1.71% pertenecían a dos o más razas. Del total de la población el 1.78% eran hispanos o latinos de cualquier raza.